# Arquelau (general)
Arquelau (en llatí Archelaus, en grec antic Ἀρχέλαος "Arkhélaos") fou un general de Mitridates VI Eupator, rei del Pont que el 88 aC va dirigir les campanyes contra els romans a l'Àsia Menor.
Era nascut a Capadòcia i se l'esmenta per primer cop el 88 aC a l'inici de la Primera guerra mitridàtica, quan va rebre el comandament de l'exèrcit contra Nicomedes III Evergetes del Regne de Bitínia, junt amb son germà Neoptòlem. Arquelau va derrotar el rei de Bitínia a la batalla del riu Amneius a Paflagònia i poc més tard als romans a la batalla de Scorobas.
L'any 87 aC va ser enviat amb una flota a Grècia i va sotmetre algunes illes decantant gairebé tota Grècia al sud de Tessàlia a favor del rei del Pont. A Beòcia es va trobar amb Bruci Sura, llegat de Gai Senti (governador de Macedònia) que va combatre durant tres dies a la batalla de Queronea, fins que l'arribada dels espartans i aqueus van fer retirar al romà cap al Pireu, que Arquelau va bloquejar i ocupar.
Durant aquest temps va arribar a Grècia Sul·la que va passar per Àtica i cap a Beòcia, on Tebes se li va unir. Sul·la va enviar un cos d'exèrcit a assetjar Aristió a Atenes i ell mateix va atacar el Pireu però Arquelau li va fer front i finalment Sul·la va marxar a reunir-se amb l'altre exèrcit a Atenes, que va ser ocupada. Llavors els esforços romans es van concentrar al Pireu i Arquelau el va haver d'evacuar. Va rebre reforços amb els quals es va retirar cap a Beòcia el 86 aC i Sul·la el va seguir i a Queronea es va lliurar una segona batalla en la qual els romans van obtenir la victòria i Arquelau va perdre cent mil homes. Es va refugiar a Calcis, a l'illa Eubea.
Arquelau amb la flota va donar el tomb a Grècia i Sul·la el va perseguir on va poder però estava mancat de vaixells. Arquelau va assolar diverses illes i va rebre vuitanta mil homes de reforç dirigits per Dorilau, amb els quals va tornar a Beòcia però a la rodalia d'Orcomen Sul·la el va derrotar (85 aC) en una batalla de dos dies. Arquelau va haver de fugir pels pantans a fins a trobar un vaixell que el va portar a Calcis on va reagrupar forces. Mentre Mitridates havia estat derrotat a la part asiàtica per Gai Flavi Fímbria i en assabentar-se de la derrota va comissionar el mateix Arquelau per negociar la pau.
Es va entrevistar amb Sul·la a Dèlion (Beòcia) i va rebutjar l'oferta romana de trair al seu senyor. Una vegada signat el tractat va romandre a l'espera de la sanció del rei, i Arquelau va acompanyar a Sul·la a l'expedició contra els bàrbars de Macedònia. Els dos homes es van fer grans amics. La resposta del rei va ser que rebutjava rendir la flota i acceptava la resta de l'acord. Però Sul·la rebutjava fer la pau sense la rendició de la flota. Arquelau va arreglar una entrevista entre el rei i Sul·la a Dardània (Troas) on finalment es va acordar la pau sobre la base de què cada part conservaria allò que li havia pertangut abans de la guerra. Però el tractat va resultar molt favorable als romans i Mitridates va sospitar que Arquelau l'havia traït. Per por de ser executat el general es va escapar cap al camp romà el 81 aC.
Poc després es va reiniciar la guerra i Arquelau va incitar a Luci Licini Murena a atacar ràpidament però després d'això ja no se'n torna a parlar. Algun escriptor menciona que va ser honorat pel senat romà, i va ser amic d'Aulus Gabini. En parlen Plutarc, Luci Anneu Florus, Appià, Pausànies i Sext Aureli Víctor.
El seu fill Arquelau va ser rei-sacerdot de Comana.